# André Wohllebe
André Wohllebe (Berlim, 9 de janeiro de 1962) é um ex-canoísta alemão especialista em provas de velocidade.

## Carreira
Foi vencedor da medalha de Ouro em K-4 1000 m em Barcelona 1992 com os seus colegas de equipa Oliver Kegel, Thomas Reineck e Mario von Appen.
Foi vencedor das medalhas de Bronze em K-1 1000 m e K-4 1000 m em Seul 1988.